# Кодзируйэн
Кодзируйэн (яп. 古事類苑, «Сад древностей») — японский тематический энциклопедический словарь периода Мэйдзи. Каждая статья этого словаря сопровождается пространными цитатами текстов домейдзийской эпохи, посвященных разностороннему описанию предмета статьи.

## Краткие сведения
Составление словаря началось с 1879 года в Министерстве культуры Японии. Это дело продолжили Токийская академия, Институт изучения монархического канона и Управление святилища Исэ при Министерстве внутренних дел Японии. Окончательно словарь был упорядочен в 1907 году. Его объём составил 1000 томов. В процессе заключения началось издание словаря, которое длилось с 1896 по 1914 годы. В японском издании «Кодзируйэн» составлял 350 книг, а в европейской — 51.
Содержание словаря было разбито по 30 тематическим разделам:
| №  | Русский                     | Японский     |
| -- | --------------------------- | ------------ |
| 1  | Раздел Неба                 | 天部         |
| 2  | Раздел Времени              | 歳時部       |
| 3  | Раздел Земли                | 地部         |
| 4  | Раздел Божеств Неба и Земли | 神祇部       |
| 5  | Раздел Императоров и Ванов  | 帝王部       |
| 6  | Раздел должностей и рангов  | 官位部       |
| 7  | Раздел наделов и жалованний | 封禄部       |
| 8  | Раздел Политики             | 政治部       |
| 9  | Раздел Законов              | 法律部       |
| 10 | Раздел Денег                | 泉貨部       |
| 11 | Раздел Мер и Весов          | 称量部       |
| 12 | Раздел Дипломатии           | 外交部       |
| 13 | Раздел Военного Дела        | 兵事部       |
| 14 | Раздел Боевых Искусств      | 武技部       |
| 15 | Раздел Медицины и Ворожбы   | 方技部       |
| 16 | Раздел Религий              | 宗教部       |
| 17 | Раздел Литературы           | 文学部       |
| 18 | Раздел Церемоний            | 礼式部       |
| 19 | Раздел Музыки и Танцев      | 楽舞部       |
| 20 | Раздел Людей                | 人部         |
| 21 | Раздел Фамилий и Имён       | 姓名部       |
| 22 | Раздел Промышленности       | 産業部       |
| 23 | Раздел одежды и украшений   | 服飾部       |
| 24 | Раздел напитков и еды       | 飲食部       |
| 25 | Раздел Жилья                | 居処部       |
| 26 | Раздел Орудий               | 器用部       |
| 27 | Раздел Развлечений          | 遊戯部       |
| 28 | Раздел Животных             | 動物部       |
| 29 | Раздел Растений             | 植物部       |
| 30 | Раздел Металлов и Минералов | 金石部       |
| 31 | Общий указатель и индекс    | 総目録・索引 |

Статьи каждого раздела сопровождались общим определением и цитатами из текстов второй половины IX — середины XIX века, которые разъясняли предмет статьи.
«Кодзируйэн» — первая масштабная попытка японских учёных, преимущественно представителей философского течения кокугаку, унифицировать знания о вселенной японским языком на основе японских и переводных источников.

## Издания
- 古事類苑 / 神宮司廳編. — 宇治山田: 神宮司廳, 1896—1914.
- 古事類苑 / 神宮司廳編. 普及版. — 東京 : 古事類苑刊行會, 1931—1936
- 古事類苑 / 神宮司廳編. 1 天部 歳事部 — 51 総目録 索引. 3版[縮刷]普及版. — 東京 : 吉川弘文館, 1969—1971.
- 古事類苑 / 神宮司廰編. 1 天部 歳事部 — 51 総目録 索引. 5版 [縮刷]普及版. — 東京　吉川弘文館, 1982—1985.
- 古事類苑 / 神宮司廳編. 1 天部 歳事部 — 51 総目録 索引. 6版 [縮刷]普及版第二次. — 東京 : 吉川弘文館, 1995—1998.